# Matrículas automovilísticas de Eslovenia

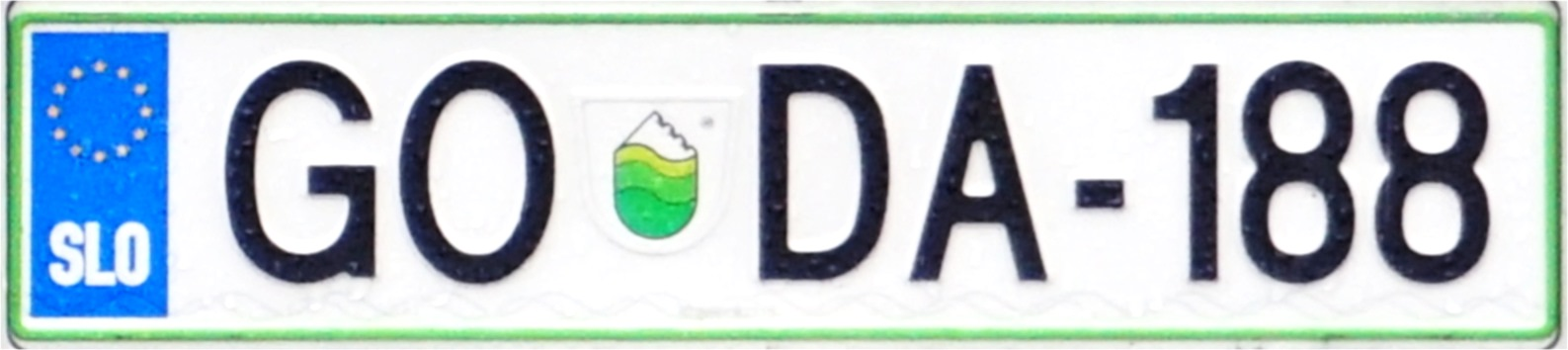
Placa de matrícula eslovena actual.

Las placas de matrícula de los vehículos de Eslovenia se componen de dos letras como código regional más un sistema de numeración alfanumérica de cinco caracteres formado por dos letras y tres cifras (por ejemplo AA AA-111 o AA A1-111). Los caracteres son de color negro sobre fondo blanco y desde 2008 la placa lleva un borde verde.
El formato sigue el mismo del de las placas de matrícula de la UE (con dimensiones de 520 mm × 120 mm), añadiendo una franja azul a la izquierda donde se encuentra la bandera de la UE y el código internacional del país, SLO, en blanco.

## Tipografía
Utiliza la tipografía helvética.

## Códigos
Las dos primeras letras de la placa indican la localidad de registro del vehículo y quedan separadas del resto de caracteres por el escudo de la región. 
| Código | Localidad de registro | Código | Localidad de registro |
| ------ | --------------------- | ------ | --------------------- |
| CE     | Celje                 | MS     | Murska Sobota         |
| KP     | Koper                 | GO     | Nova Gorica           |
| KR     | Kranj                 | NM     | Novo Mesto            |
| KK     | Krško                 | PO     | Postojna              |
| LJ     | Liubliana             | SG     | Slovenj Gradec        |
| MB     | Maribor               |        |                       |

## Otros tipos
Los vehículos diplomáticos llevan una matrícula de fondo blanco y caracteres negros, excepto los distintivos CD, CDM, CC y M en color verde. De las 4 cifras, el primer grupo de 2 cifras indica el código del país (por ejemplo, CD 11-11)
Los vehículos militares llevan una matrícula de fondo negro y caracteres blancos formada por 5 cifras seguidas precedidas de las siglas SV (Slovenska Vojska, en esloveno) o TO (Telo Obramba, en esloveno) y separadas por el escudo del ejército esloveno.

## Historia

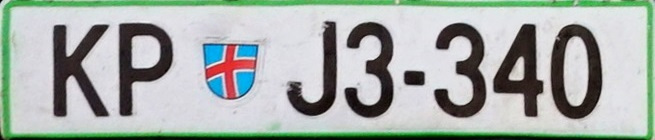
Modelo de matrícula del periodo 1992-2004 con código de Koper.

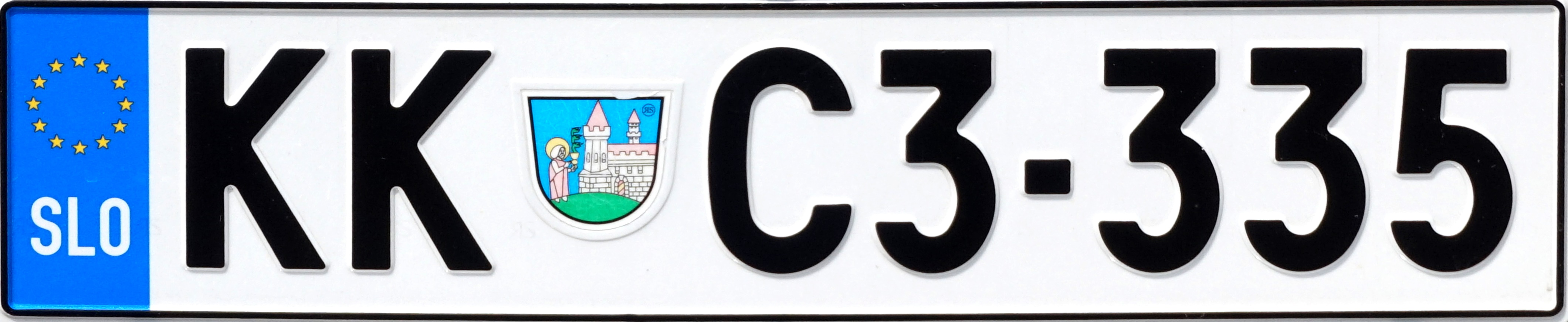
Modelo de matrícula del periodo 2004-2008 con código de Krško.

### 1992-2004
A partir de la independencia las matrículas ya utilizaban el mismo sistema de numeración actual, pero sin la franja de la UE. La tipografía también era la helvética.

### 2004-2008
Durando este periodo las placas incorporan la franja azul de la UE. La tipografía se hace más estrecha.